# Filmfare Award за лучшую постановку боевых сцен
Filmfare Award за лучшую постановку боевых сцен (англ. Filmfare Award for Best Action) — ежегодная награда Filmfare Award с 1993 года.

## Победители и номинанты

### 1990-е
- 1993  Бог свидетель — Тинну Верма

- 1994  Gardish — Тьягараджан

- 1995  Anth — Рави Девэн

- 1996  Каран и Арджун — Рави Девэн

- 1997  Король игроков — Акбар Бакши

- 1998  Граница — Bhiku Verma и Тинну Верма

- 1999  Доброе имя — Акбар Бакши

### 2000-е
- 2000  Любовь превыше всего — Тинну Верма

- 2001  Миссия «Кашмир» — Allan Amin

- 2002  Беглецы — Тинну Верма

- 2003  У любви нет цены — Филлип Ко & Аббас Али Мохул

- 2004  Возвращение к жизни — Allan Amin

- 2005  На перекрёстке судеб — Vikram Dharma

- 2006  Dus — Allan Amin

- 2007 Тони Чин & Сиу-Танг — Крриш
  - Allan Amin — Байкеры 2: Настоящие чувства
  - Angelo Samn — Дон. Главарь мафии
  - Джей Сингх — Омкара
  - Парвез Киран — Гангстер

- 2008 Роб Миллер — Индия, вперёд!

- 2009 Питер Хейнс — Гаджини

### 2010-е
- 2010 Виджаян Мастер — Особо опасен

- 2011 Vijayan Master — Бесстрашный

- 2012 Matthias Barsch — Дон. Главарь мафии 2

- 2013 Sham Kaushal  — Банды Вассейпура

- 2014 Том Стразерс и Guru Bachchan — День Д

- 2015 Sham Kaushal — Вне закона
  - Anal Arasu — Право на любовь
  - Anal Arasu — Удар
  - Manoher Verma — Отважная
  - Parvez Shaikh — Пиф-паф

- 2016 Sham Kaushal — Баджирао и Мастани

- 2017 Shyam Kaushal — Дангал

- 2018 Том Стразерс — Тигр жив
  - Allan Amin — Детектив Джагга
  - Franz Spilhaus — Коммандо 2
  - Харпал Сингх и Рави Кумар — Рангун
  - Рави Варма — Богатей